# Alex Loudon
Alexander Guy Rushworth Loudon (* 6. September 1980 in Westminster, London) ist ein ehemaliger englischer Cricketspieler.
Loudon besuchte das Eton College und studierte an der Durham University. Außerhalb der County Championship spielte er unter anderem für Durham MCCU (Durham University) und den Marylebone Cricket Club. Sein einziges Spiel für die englische Cricket-Nationalmannschaft absolvierte er 2006 in einem One-Day International (ODI) gegen Sri Lanka in Chester-le-Street. In diesem Spiel schied er als Batsman schon nach einer Minute aus, ohne einen Wurf erhalten zu haben. Nach der Saison 2007 beendete er seine professionelle Spielerkarriere, um sich seiner weiteren Geschäftskarriere zu widmen.
Nach Medienberichten war er mit Pippa Middleton, der Schwester von Catherine Mountbatten-Windsor, Duchess of Cambridge, liiert. Sie trennten sich 2011.
Sein Vater James Loudon ist ein ehemaliger Banker und früherer High Sheriff von Kent. Der James-Bond-Autor Ian Fleming war sein Großonkel und der ehemalige Cricketspieler Hugo Loudon (* 1978) ist sein Bruder. 